# Svensk Damtidning
Svensk Damtidning é uma revista sueca semanal sobre celebridades mas com maior destaque para a realeza europeia. A revista foi fundada pelo casal Petersen e Nanna Wallensten em Dezembro de 1889. O grupo-alvo era jovem, mulheres. Durante o século XX, a revista foi uma forte defensora do sufrágio feminino.

Com o progresso tecnológico veio durante a década de 1930 e 1940 a eovuluir até à atualidade, com muitas fotos e imagens ilustradas. Anteriormente consistia em texto sem formatação. Förlag Allers assumiu a revista em 1992.

## Ligações Externas
- Site Oficial da Svensk Damtidning
- Página oficial no Facebook
- Página oficial no Twitter
- Página oficial no Youtube